# Serie A 2019-2020 (calcio femminile)
L'edizione 2019-2020 è stata la cinquantatreesima edizione del campionato italiano di Serie A di calcio femminile. Il campionato è iniziato il 14 settembre 2019 e si è concluso il 23 febbraio 2020, data di disputa delle ultime gare prima delle sospensioni dovute alla pandemia di COVID-19, con lo stop definitivo arrivato l'8 giugno 2020. La classifica finale è stata redatta usando il coefficiente correttivo, assegnando così lo scudetto alla Juventus, che era in testa alla classifica, nonché imbattuta, al momento dell'interruzione del torneo in ragione delle misure di confinamento.

## Stagione

### Novità
Dalla Serie A 2018-2019 sono state retrocesse in Serie B la Pink Sport Time e l'Orobica. Dalla Serie B 2018-2019 sono state promosse l'Inter e l'Empoli.
L'A.S.D. Sassuolo C.F. ha ceduto il proprio titolo sportivo per la partecipazione al campionato di Serie A all'U.S. Sassuolo Calcio, che la rende sua sezione femminile. La C.F. Florentia S.S.D. ha cambiato denominazione in Florentia San Gimignano S.S.D., trasferendo la sede da Firenze a San Gimignano.
Prima dell'avvio del campionato, a seguito del disimpegno dell'A.C. ChievoVerona, la S.S.D. ChievoVerona Valpo ha annunciato la rinuncia all'iscrizione nel campionato femminile. Analogamente, a seguito del disimpegno dell'Atalanta Bergamasca Calcio, l'A.S.D. Mozzanica ha annunciato la rinuncia all'iscrizione al campionato di Serie A. A completamento organico sono state ripescate la Pink Sport Time e l'Orobica.

### Formato
Le 12 squadre partecipanti si affrontano in un girone all'italiana con partite di andata e ritorno per un totale di 22 giornate. La squadra prima classificata è campione d'Italia. Accedono alla UEFA Women's Champions League 2020-2021 le prime due classificate. Retrocedono direttamente in Serie B le squadre classificate alle ultime due posizioni.

### Avvenimenti

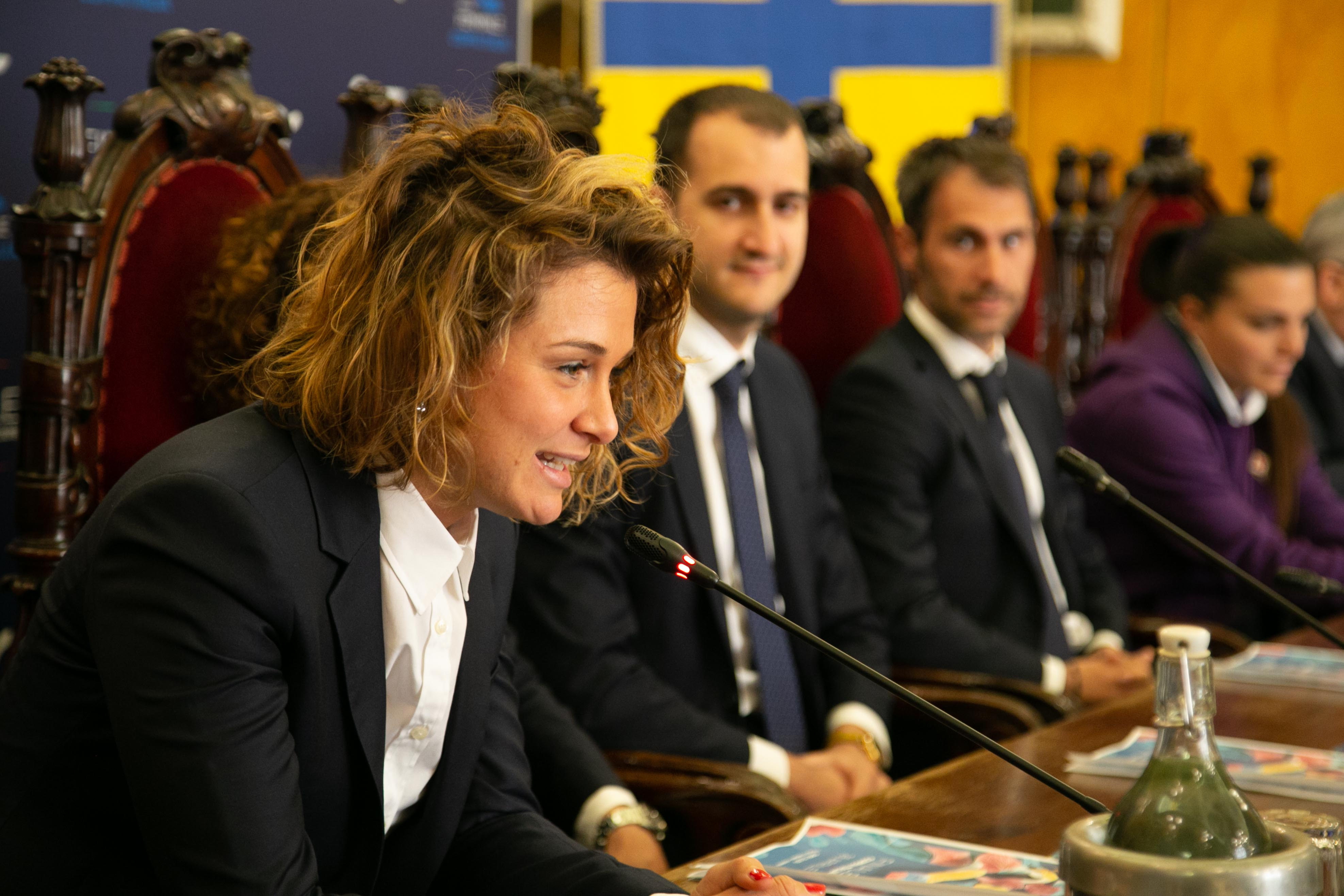
Cristiana Girelli della Juventus, capocannoniere del campionato.

Dalla seconda metà di febbraio 2020 l'Italia è stata colpita da una pandemia di COVID-19, che ha interessato prevalentemente l'Italia settentrionale, costringendo al rinvio la sfida tra Milan e Fiorentina, valida per la sedicesima giornata di campionato. Successivamente, con l'aggravarsi della pandemia, la FIGC – recependo le disposizioni governative adottate a tutela della sicurezza pubblica – ha disposto la disputa a porte chiuse di tutte le partite della Serie A femminile fino al 3 aprile seguente. Il 10 marzo, conseguentemente a quanto disposto il giorno prima dal decreto del Presidente del Consiglio dei Ministri, la FIGC ha sospeso e rinviato a data da destinarsi tutte le partite organizzate della Serie A femminile fino al 3 aprile, allungando la sospensione fino al 13 aprile dopo un nuovo D.P.C.M. e poi fino al 3 maggio. Il 4 maggio è stata disposta la sospensione e il rinvio a data da destinarsi di tutte le gare in programma nel periodo di vigenza delle prescrizioni imposte dal D.P.C.M. emanato il 26 aprile.
Dopo un altro rinvio sino al 14 giugno, in data 8 giugno il campionato di Serie A 2019-2020 viene sospeso definitivamente, senza assegnazione del titolo di campione d'Italia; quest'ultima decisione viene modificata nel Consiglio federale della FIGC del 25 giugno, che vota per l'assegnazione dello scudetto (terzo consecutivo e in totale) alla Juventus, oltre a decidere per l'applicazione del coefficiente correttivo alla classifica, dando la qualificazione alla Women's Champions League alle bianconere e alla Fiorentina, seconda classificata, e retrocedendo in Serie B le ultime due classificate, Tavagnacco (che torna in seconda serie dopo 19 stagioni nel massimo campionato) e Orobica.

## Squadre partecipanti
| Club            | Stagione | Città              | Stadio                                                  | Stagione precedente           |
| --------------- | -------- | ------------------ | ------------------------------------------------------- | ----------------------------- |
| Empoli          | dettagli | Empoli (FI)        | Centro sportivo Monteboro                               | 2º posto in Serie B, promosso |
| Fiorentina      | dettagli | Firenze            | Stadio comunale Gino Bozzi                              | 2º posto in Serie A           |
| Florentia S.G.  | dettagli | San Gimignano (SI) | Stadio Santa Lucia                                      | 7º posto in Serie A           |
| Inter           | dettagli | Milano             | Stadio Felice Chinetti (Solbiate Arno)                  | 1º posto in Serie B, promosso |
| Juventus        | dettagli | Torino             | Juventus Training Center (Vinovo)                       | 1º posto in Serie A           |
| Milan           | dettagli | Milano             | Stadio Brianteo (Monza)                                 | 3º posto in Serie A           |
| Orobica         | dettagli | Bergamo            | Centro sportivo "Giacinto Facchetti" (Cologno al Serio) | 12º posto in Serie A          |
| Pink Sport Time | dettagli | Bari               | Stadio Antonio Antonucci (Bitetto)                      | 11º posto in Serie A          |
| Roma            | dettagli | Roma               | Stadio Tre Fontane                                      | 4º posto in Serie A           |
| Sassuolo        | dettagli | Sassuolo (MO)      | Stadio Enzo Ricci                                       | 5º posto in Serie A           |
| Tavagnacco      | dettagli | Tavagnacco (UD)    | Stadio comunale                                         | 8º posto in Serie A           |
| Verona          | dettagli | Verona             | Stadio Aldo Olivieri                                    | 10º posto in Serie A          |

## Allenatori e primatisti
| Squadra         | Allenatore                                           | Giocatrice più presente (tra parentesi il numero delle presenze)          | Capocannoniere (tra parentesi il numero dei gol segnati) |
| --------------- | ---------------------------------------------------- | ------------------------------------------------------------------------- | -------------------------------------------------------- |
| Empoli          | Alessandro Pistolesi                                 | 5 giocatrici (16)                                                         | Cecilia Prugna (5)                                       |
| Fiorentina      | Antonio Cincotta                                     | Frederikke Thøgersen (15)                                                 | Tatiana Bonetti (12)                                     |
| Florentia S.G.  | Michele Ardito (1ª-10ª) Stefano Carobbi (11ª-16ª)    | Tamar Dongus (16)                                                         | Melania Martinovic (9)                                   |
| Inter           | Attilio Sorbi                                        | Lisa Alborghetti, Anna Auvinen, Gloria Marinelli (16)                     | Gloria Marinelli (6)                                     |
| Juventus        | Rita Guarino                                         | 5 giocatrici (16)                                                         | Cristiana Girelli (16)                                   |
| Milan           | Maurizio Ganz                                        | 7 giocatrici (15)                                                         | Valentina Giacinti (9)                                   |
| Orobica         | Marianna Marini                                      | Alice Foti, Luana Merli, Martina Zanoli (16)                              | Luana Merli (3)                                          |
| Pink Sport Time | Domenico Caricola (1ª-15ª) Cristina Mitola (16ª)     | Cristina Carp, Paula Myllyoja (16)                                        | Cristina Carp, Debora Novellino (4)                      |
| Roma            | Elisabetta Bavagnoli                                 | Andrine Hegerberg, Annamaria Serturini, Lindsey Thomas (16)               | Lindsey Thomas (9)                                       |
| Sassuolo        | Gianpiero Piovani                                    | Kamila Dubcová, Maria Luisa Filangeri, Diede Lemey, Daniela Sabatino (16) | Daniela Sabatino (12)                                    |
| Tavagnacco      | Luca Lugnan (1ª-15ª) Chiara Orlando (16ª)            | Alessia Capelletti, Millie Chandarana (16)                                | Sofia Kongoulī, Elisa Polli (2)                          |
| Verona          | Emiliano Bonazzoli (1ª-12ª) Matteo Pachera (13ª-16ª) | Benedetta Glionna, Valeria Pirone, Madison Solow (16)                     | Benedetta Glionna (5)                                    |

## Classifica finale
Fonte: sito ufficiale FIGC.
- {\displaystyle PT} è il punteggio totale accumulato in classifica fino al momento della sospensione definitiva;
- {\displaystyle MPc} è la media punti realizzati nelle gare disputate in casa fino al momento della sospensione definitiva;
- {\displaystyle NPc} è il numero di partite rimanenti da giocare in casa secondo il calendario ordinario;
- {\displaystyle MPt} è la media punti realizzati nelle gare disputate in trasferta fino al momento della sospensione definitiva;
- {\displaystyle NPt} è il numero di partite rimanenti da giocare in trasferta secondo il calendario ordinario.

|        | Pos. | Squadra         | PF     | Pt | G  | V  | N | P  | GF | GS | DR  |
| ------ | ---- | --------------- | ------ | -- | -- | -- | - | -- | -- | -- | --- |
|        | 1.   | Juventus        | 61,111 | 44 | 16 | 14 | 2 | 0  | 48 | 10 | +38 |
| [ 19 ] | 2.   | Fiorentina      | 51,268 | 35 | 15 | 11 | 2 | 2  | 40 | 15 | +25 |
|        | 3.   | Milan           | 51,268 | 35 | 15 | 11 | 2 | 2  | 35 | 15 | +20 |
|        | 4.   | Roma            | 46,750 | 34 | 16 | 11 | 1 | 4  | 41 | 17 | +24 |
|        | 5.   | Florentia S.G.  | 33,000 | 24 | 16 | 7  | 3 | 6  | 24 | 26 | -2  |
|        | 6.   | Sassuolo        | 29,857 | 23 | 16 | 7  | 2 | 7  | 29 | 19 | +10 |
| [ 20 ] | 7.   | Inter           | 26,125 | 19 | 16 | 5  | 4 | 7  | 20 | 27 | -7  |
|        | 8.   | Empoli          | 26,125 | 19 | 16 | 5  | 4 | 7  | 22 | 24 | -2  |
|        | 9.   | Verona          | 16,500 | 12 | 16 | 3  | 3 | 10 | 16 | 39 | -23 |
|        | 10.  | Pink Sport Time | 15,125 | 11 | 16 | 1  | 8 | 7  | 17 | 32 | -15 |
|        | 11.  | Tavagnacco      | 13,750 | 10 | 16 | 2  | 4 | 10 | 9  | 32 | -23 |
|        | 12.  | Orobica         | 1,375  | 1  | 16 | 0  | 1 | 15 | 6  | 51 | -45 |

Legenda:
      Campione d'Italia e ammessa alla UEFA Women's Champions League 2020-2021.
      Ammessa alla UEFA Women's Champions League 2020-2021.
      Retrocesse in Serie B 2020-2021.
Note:
Tre punti a vittoria, uno a pareggio, zero a sconfitta.
In caso di arrivo di due o più squadre a pari punti, la graduatoria verrà stilata secondo la classifica avulsa tra le squadre interessate che prevede, in ordine, i seguenti criteri:
- Punti negli scontri diretti
- Differenza reti negli scontri diretti
- Differenza reti generale
- Reti realizzate in generale
- Sorteggio

## Risultati

### Tabellone
|                 | Emp  | Fio  | Flo  | Int  | Juv  | Mil  | Oro  | PST  | Rom  | Sas  | Tav  | Ver  |
| --------------- | ---- | ---- | ---- | ---- | ---- | ---- | ---- | ---- | ---- | ---- | ---- | ---- |
| Empoli          | –––– | 0-3  | 0-0  | 0-1  | 1-2  | n.d. | 4-1  | n.d. | 1-2  | 2-2  | 1-1  | n.d. |
| Fiorentina      | n.d. | –––– | 6-1  | 4-0  | n.d. | 1-1  | n.d. | n.d. | 0-2  | 2-1  | 2-1  | 4-2  |
| Florentia S.G.  | n.d. | 2-4  | –––– | n.d. | 0-0  | 2-1  | 3-0  | 3-2  | 2-1  | n.d. | 1-2  | 2-1  |
| Inter           | 3-0  | n.d. | 0-0  | –––– | 0-3  | 1-3  | 2-0  | 2-2  | 1-4  | n.d. | n.d. | 2-2  |
| Juventus        | 2-1  | 1-0  | 3-1  | 5-1  | –––– | n.d. | n.d. | 2-0  | n.d. | 2-1  | n.d. | 3-0  |
| Milan           | 1-2  | n.d. | n.d. | 2-1  | 2-2  | –––– | 4-1  | 6-3  | 3-2  | 1-0  | 2-0  | n.d. |
| Orobica         | 0-3  | 1-4  | 0-2  | n.d. | 1-7  | 0-1  | –––– | 1-3  | n.d. | 0-1  | 1-1  | n.d. |
| Pink Sport Time | 0-0  | 0-3  | 1-4  | 1-1  | n.d. | n.d. | n.d. | –––– | 0-3  | 3-3  | 0-0  | 0-0  |
| Roma            | 4-0  | 2-2  | n.d. | n.d. | 0-4  | 0-3  | 6-0  | n.d. | –––– | 2-1  | 2-0  | 6-0  |
| Sassuolo        | n.d. | 1-2  | 3-0  | 1-0  | 1-3  | n.d. | 6-0  | 2-0  | 0-1  | –––– | 2-0  | 4-1  |
| Tavagnacco      | 1-3  | 0-3  | n.d. | 0-2  | 1-5  | 0-4  | 1-0  | 1-1  | n.d. | n.d. | –––– | 0-3  |
| Verona          | 1-4  | n.d. | 2-1  | 0-3  | 0-4  | 0-1  | 3-0  | 1-1  | 0-4  | n.d. | n.d. | –––– |

### Calendario
| andata (1ª) | andata (1ª) | 1ª giornata               | ritorno (12ª) | ritorno (12ª) |
|             |             |                           |               |               |
| 15 set.     | 2-4         | Florentia S.G.-Fiorentina | 1-6           | 19 gen.       |
| 14 set.     | 2-2         | Inter-Verona              | 3-0           | 18 gen.       |
| 14 set.     | 2-1         | Juventus-Empoli           | 2-1           | 19 gen.       |
| 14 set.     | 1-1         | Orobica-Tavagnacco        | 0-1           | 18 gen.       |
| 14 set.     | 3-3         | Pink Sport Time-Sassuolo  | 0-2           | 18 gen.       |
| 15 set.     | 0-3         | Roma-Milan                | 2-3           | 20 gen.       |

| andata (2ª) | andata (2ª) | 2ª giornata                | ritorno (13ª) | ritorno (13ª) |
|             |             |                            |               |               |
| 21 set.     | 0-1         | Empoli-Inter               | 0-3           | 26 gen.       |
| 22 set.     | 0-2         | Fiorentina-Roma            | 2-2           | 26 gen.       |
| 21 set.     | 4-1         | Milan-Orobica              | 1-0           | 25 gen.       |
| 21 set.     | 1-3         | Sassuolo-Juventus          | 1-2           | 25 gen.       |
| 21 set.     | 1-1         | Tavagnacco-Pink Sport Time | 0-0           | 25 gen.       |
| 21 set.     | 2-1         | Verona-Florentia S.G.      | 1-2           | 26 gen.       |

| andata (1ª) | andata (1ª) | 1ª giornata               | ritorno (12ª) | ritorno (12ª) |
|             |             |                           |               |               |
| 15 set.     | 2-4         | Florentia S.G.-Fiorentina | 1-6           | 19 gen.       |
| 14 set.     | 2-2         | Inter-Verona              | 3-0           | 18 gen.       |
| 14 set.     | 2-1         | Juventus-Empoli           | 2-1           | 19 gen.       |
| 14 set.     | 1-1         | Orobica-Tavagnacco        | 0-1           | 18 gen.       |
| 14 set.     | 3-3         | Pink Sport Time-Sassuolo  | 0-2           | 18 gen.       |
| 15 set.     | 0-3         | Roma-Milan                | 2-3           | 20 gen.       |

| andata (2ª) | andata (2ª) | 2ª giornata                | ritorno (13ª) | ritorno (13ª) |
|             |             |                            |               |               |
| 21 set.     | 0-1         | Empoli-Inter               | 0-3           | 26 gen.       |
| 22 set.     | 0-2         | Fiorentina-Roma            | 2-2           | 26 gen.       |
| 21 set.     | 4-1         | Milan-Orobica              | 1-0           | 25 gen.       |
| 21 set.     | 1-3         | Sassuolo-Juventus          | 1-2           | 25 gen.       |
| 21 set.     | 1-1         | Tavagnacco-Pink Sport Time | 0-0           | 25 gen.       |
| 21 set.     | 2-1         | Verona-Florentia S.G.      | 1-2           | 26 gen.       |

| andata (3ª) | andata (3ª) | 3ª giornata             | ritorno (14ª) | ritorno (14ª) |
|             |             |                         |               |               |
| 12 ott.     | 2-1         | Fiorentina-Tavagnacco   | 3-0           | 1º feb.       |
| 13 ott.     | 1-3         | Inter-Milan             | 1-2           | 2 feb.        |
| 13 ott.     | 3-1         | Juventus-Florentia S.G. | 0-0           | 1º feb.       |
| 12 ott.     | 0-1         | Orobica-Sassuolo        | 0-6           | 1º feb.       |
| 12 ott.     | 0-0         | Pink Sport Time-Verona  | 1-1           | 1º feb.       |
| 12 ott.     | 4-0         | Roma-Empoli             | 2-1           | 2 feb.        |

| andata (4ª) | andata (4ª) | 4ª giornata                    | ritorno (15ª) | ritorno (15ª) |
|             |             |                                |               |               |
| 19 ott.     | 4-1         | Empoli-Orobica                 | 3-0           | 15 feb.       |
| 19 ott.     | 3-2         | Florentia S.G.-Pink Sport Time | 4-1           | 15 feb.       |
| 20 ott.     | 0-3         | Inter-Juventus                 | 1-5           | 16 feb.       |
| 19 ott.     | 2-0         | Milan-Tavagnacco               | 4-0           | 15 feb.       |
| 19 ott.     | 1-2         | Sassuolo-Fiorentina            | 1-2           | 15 feb.       |
| 19 ott.     | 0-4         | Verona-Roma                    | 0-6           | 15 feb.       |

| andata (3ª) | andata (3ª) | 3ª giornata             | ritorno (14ª) | ritorno (14ª) |
|             |             |                         |               |               |
| 12 ott.     | 2-1         | Fiorentina-Tavagnacco   | 3-0           | 1º feb.       |
| 13 ott.     | 1-3         | Inter-Milan             | 1-2           | 2 feb.        |
| 13 ott.     | 3-1         | Juventus-Florentia S.G. | 0-0           | 1º feb.       |
| 12 ott.     | 0-1         | Orobica-Sassuolo        | 0-6           | 1º feb.       |
| 12 ott.     | 0-0         | Pink Sport Time-Verona  | 1-1           | 1º feb.       |
| 12 ott.     | 4-0         | Roma-Empoli             | 2-1           | 2 feb.        |

| andata (4ª) | andata (4ª) | 4ª giornata                    | ritorno (15ª) | ritorno (15ª) |
|             |             |                                |               |               |
| 19 ott.     | 4-1         | Empoli-Orobica                 | 3-0           | 15 feb.       |
| 19 ott.     | 3-2         | Florentia S.G.-Pink Sport Time | 4-1           | 15 feb.       |
| 20 ott.     | 0-3         | Inter-Juventus                 | 1-5           | 16 feb.       |
| 19 ott.     | 2-0         | Milan-Tavagnacco               | 4-0           | 15 feb.       |
| 19 ott.     | 1-2         | Sassuolo-Fiorentina            | 1-2           | 15 feb.       |
| 19 ott.     | 0-4         | Verona-Roma                    | 0-6           | 15 feb.       |

| andata (5ª) | andata (5ª) | 5ª giornata            | ritorno (16ª) | ritorno (16ª) |
|             |             |                        |               |               |
| 2 nov.      | 1-1         | Fiorentina-Milan       | -             | n.d.          |
| 2 nov.      | 3-0         | Juventus-Verona        | 4-0           | 22 feb.       |
| 2 nov.      | 0-2         | Orobica-Florentia S.G. | 0-3           | 23 feb.       |
| 2 nov.      | 1-1         | Pink Sport Time-Inter  | 2-2           | 22 feb.       |
| 3 nov.      | 2-1         | Roma-Sassuolo          | 1-0           | 23 feb.       |
| 2 nov.      | 1-3         | Tavagnacco-Empoli      | 1-1           | 23 feb.       |

| andata (6ª) | andata (6ª) | 6ª giornata                | ritorno (17ª) | ritorno (17ª) |
|             |             |                            |               |               |
| 17 nov.     | 2-1         | Florentia S.G.-Roma        |               | n.d.          |
| 16 nov.     | 2-0         | Inter-Orobica              |               | n.d.          |
| 17 nov.     | 2-2         | Milan-Juventus             |               | n.d.          |
| 16 nov.     | 0-3         | Pink Sport Time-Fiorentina |               | n.d.          |
| 16 nov.     | 2-0         | Sassuolo-Tavagnacco        |               | n.d.          |
| 16 nov.     | 1-4         | Verona-Empoli              |               | n.d.          |

| andata (5ª) | andata (5ª) | 5ª giornata            | ritorno (16ª) | ritorno (16ª) |
|             |             |                        |               |               |
| 2 nov.      | 1-1         | Fiorentina-Milan       | -             | n.d.          |
| 2 nov.      | 3-0         | Juventus-Verona        | 4-0           | 22 feb.       |
| 2 nov.      | 0-2         | Orobica-Florentia S.G. | 0-3           | 23 feb.       |
| 2 nov.      | 1-1         | Pink Sport Time-Inter  | 2-2           | 22 feb.       |
| 3 nov.      | 2-1         | Roma-Sassuolo          | 1-0           | 23 feb.       |
| 2 nov.      | 1-3         | Tavagnacco-Empoli      | 1-1           | 23 feb.       |

| andata (6ª) | andata (6ª) | 6ª giornata                | ritorno (17ª) | ritorno (17ª) |
|             |             |                            |               |               |
| 17 nov.     | 2-1         | Florentia S.G.-Roma        |               | n.d.          |
| 16 nov.     | 2-0         | Inter-Orobica              |               | n.d.          |
| 17 nov.     | 2-2         | Milan-Juventus             |               | n.d.          |
| 16 nov.     | 0-3         | Pink Sport Time-Fiorentina |               | n.d.          |
| 16 nov.     | 2-0         | Sassuolo-Tavagnacco        |               | n.d.          |
| 16 nov.     | 1-4         | Verona-Empoli              |               | n.d.          |

| andata (7ª) | andata (7ª) | 7ª giornata             | ritorno (18ª) | ritorno (18ª) |
|             |             |                         |               |               |
| 24 nov.     | 0-0         | Empoli-Florentia S.G.   |               | n.d.          |
| 23 nov.     | 4-2         | Fiorentina-Verona       |               | n.d.          |
| 23 nov.     | 1-0         | Milan-Sassuolo          |               | n.d.          |
| 23 nov.     | 1-3         | Orobica-Pink Sport Time |               | n.d.          |
| 24 nov.     | 0-4         | Roma-Juventus           |               | n.d.          |
| 23 nov.     | 0-2         | Tavagnacco-Inter        |               | n.d.          |

| andata (8ª) | andata (8ª) | 8ª giornata            | ritorno (19ª) | ritorno (19ª) |
|             |             |                        |               |               |
| 30 nov.     | 2-1         | Florentia S.G.-Milan   |               | n.d.          |
| 30 nov.     | 1-0         | Juventus-Fiorentina    |               | n.d.          |
| 30 nov.     | 0-0         | Pink Sport Time-Empoli |               | n.d.          |
| 1º dic.     | 2-0         | Roma-Tavagnacco        |               | n.d.          |
| 30 nov.     | 1-0         | Sassuolo-Inter         |               | n.d.          |
| 30 nov.     | 3-0         | Verona-Orobica         |               | n.d.          |

| andata (7ª) | andata (7ª) | 7ª giornata             | ritorno (18ª) | ritorno (18ª) |
|             |             |                         |               |               |
| 24 nov.     | 0-0         | Empoli-Florentia S.G.   |               | n.d.          |
| 23 nov.     | 4-2         | Fiorentina-Verona       |               | n.d.          |
| 23 nov.     | 1-0         | Milan-Sassuolo          |               | n.d.          |
| 23 nov.     | 1-3         | Orobica-Pink Sport Time |               | n.d.          |
| 24 nov.     | 0-4         | Roma-Juventus           |               | n.d.          |
| 23 nov.     | 0-2         | Tavagnacco-Inter        |               | n.d.          |

| andata (8ª) | andata (8ª) | 8ª giornata            | ritorno (19ª) | ritorno (19ª) |
|             |             |                        |               |               |
| 30 nov.     | 2-1         | Florentia S.G.-Milan   |               | n.d.          |
| 30 nov.     | 1-0         | Juventus-Fiorentina    |               | n.d.          |
| 30 nov.     | 0-0         | Pink Sport Time-Empoli |               | n.d.          |
| 1º dic.     | 2-0         | Roma-Tavagnacco        |               | n.d.          |
| 30 nov.     | 1-0         | Sassuolo-Inter         |               | n.d.          |
| 30 nov.     | 3-0         | Verona-Orobica         |               | n.d.          |

| andata (9ª) | andata (9ª) | 9ª giornata             | ritorno (20ª) | ritorno (20ª) |
|             |             |                         |               |               |
| 7 dic.      | 0-3         | Empoli-Fiorentina       |               | n.d.          |
| 8 dic.      | 1-4         | Inter-Roma              |               | n.d.          |
| 29 gen.     | 6-3         | Milan-Pink Sport Time   |               | n.d.          |
| 7 dic.      | 1-7         | Orobica-Juventus        |               | n.d.          |
| 6 dic.      | 3-0         | Sassuolo-Florentia S.G. |               | n.d.          |
| 7 dic.      | 0-3         | Tavagnacco-Verona       |               | n.d.          |

| andata (10ª) | andata (10ª) | 10ª giornata              | ritorno (21ª) | ritorno (21ª) |
|              |              |                           |               |               |
| 14 dic.      | 2-2          | Empoli-Sassuolo           |               | n.d.          |
| 15 dic.      | 4-0          | Fiorentina-Inter          |               | n.d.          |
| 14 dic.      | 1-2          | Florentia S.G.-Tavagnacco |               | n.d.          |
| 14 dic.      | 2-0          | Juventus-Pink Sport Time  |               | n.d.          |
| 14 dic.      | 6-0          | Roma-Orobica              |               | n.d.          |
| 14 dic.      | 0-1          | Verona-Milan              |               | n.d.          |

| andata (9ª) | andata (9ª) | 9ª giornata             | ritorno (20ª) | ritorno (20ª) |
|             |             |                         |               |               |
| 7 dic.      | 0-3         | Empoli-Fiorentina       |               | n.d.          |
| 8 dic.      | 1-4         | Inter-Roma              |               | n.d.          |
| 29 gen.     | 6-3         | Milan-Pink Sport Time   |               | n.d.          |
| 7 dic.      | 1-7         | Orobica-Juventus        |               | n.d.          |
| 6 dic.      | 3-0         | Sassuolo-Florentia S.G. |               | n.d.          |
| 7 dic.      | 0-3         | Tavagnacco-Verona       |               | n.d.          |

| andata (10ª) | andata (10ª) | 10ª giornata              | ritorno (21ª) | ritorno (21ª) |
|              |              |                           |               |               |
| 14 dic.      | 2-2          | Empoli-Sassuolo           |               | n.d.          |
| 15 dic.      | 4-0          | Fiorentina-Inter          |               | n.d.          |
| 14 dic.      | 1-2          | Florentia S.G.-Tavagnacco |               | n.d.          |
| 14 dic.      | 2-0          | Juventus-Pink Sport Time  |               | n.d.          |
| 14 dic.      | 6-0          | Roma-Orobica              |               | n.d.          |
| 14 dic.      | 0-1          | Verona-Milan              |               | n.d.          |

| \| andata (11ª) \| andata (11ª) \| 11ª giornata \| ritorno (22ª) \| ritorno (22ª) \| \| \| \| \| \| \| \| 11 gen. \| 0-0 \| Inter-Florentia S.G. \| \| n.d. \| \| 12 gen. \| 1-2 \| Milan-Empoli \| \| n.d. \| \| 11 gen. \| 1-4 \| Orobica-Fiorentina \| \| n.d. \| \| 11 gen. \| 0-3 \| Pink Sport Time-Roma \| \| n.d. \| \| 11 gen. \| 4-1 \| Sassuolo-Verona \| \| n.d. \| \| 12 gen. \| 1-5 \| Tavagnacco-Juventus \| \| n.d. \| |              |                      |               |               |
| andata (11ª) | andata (11ª) | 11ª giornata         | ritorno (22ª) | ritorno (22ª) |
| |              |                      |               |               |
| 11 gen. | 0-0          | Inter-Florentia S.G. |               | n.d.          |
| 12 gen. | 1-2          | Milan-Empoli         |               | n.d.          |
| 11 gen. | 1-4          | Orobica-Fiorentina   |               | n.d.          |
| 11 gen. | 0-3          | Pink Sport Time-Roma |               | n.d.          |
| 11 gen. | 4-1          | Sassuolo-Verona      |               | n.d.          |
| 12 gen. | 1-5          | Tavagnacco-Juventus  |               | n.d.          |

| andata (11ª) | andata (11ª) | 11ª giornata         | ritorno (22ª) | ritorno (22ª) |
|              |              |                      |               |               |
| 11 gen.      | 0-0          | Inter-Florentia S.G. |               | n.d.          |
| 12 gen.      | 1-2          | Milan-Empoli         |               | n.d.          |
| 11 gen.      | 1-4          | Orobica-Fiorentina   |               | n.d.          |
| 11 gen.      | 0-3          | Pink Sport Time-Roma |               | n.d.          |
| 11 gen.      | 4-1          | Sassuolo-Verona      |               | n.d.          |
| 12 gen.      | 1-5          | Tavagnacco-Juventus  |               | n.d.          |

## Statistiche

### Squadre

#### Capoliste solitarie
|    | —— | —— | —— | ——       | —— | —— | —— | —— | ——  | ——  | ——  | ——  | ——  | ——  | ——  | —— |  |
|    |    |    |    | Juventus |    |    |    |    |     |     |     |     |     |     |     |    |  |
|    |    |    |    |          |    |    |    |    |     |     |     |     |     |     |     |    |  |
|    |    |    |    |          |    |    |    |    |     |     |     |     |     |     |     |    |  |
| 1ª | 2ª | 3ª | 4ª | 5ª       | 6ª | 7ª | 8ª | 9ª | 10ª | 11ª | 12ª | 13ª | 14ª | 15ª | 16ª |    |  |

#### Classifica in divenire
|                 | 1ª | 2ª | 3ª | 4ª | 5ª | 6ª | 7ª | 8ª | 9ª  | 10ª | 11ª | 12ª | 13ª | 14ª | 15ª | 16ª |
|                 |    |    |    |    |    |    |    |    |     |     |     |     |     |     |     |     |
| --------------- | -- | -- | -- | -- | -- | -- | -- | -- | --- | --- | --- | --- | --- | --- | --- | --- |
| Empoli          | 0  | 0  | 0  | 3  | 6  | 9  | 10 | 11 | 11  | 12  | 15  | 15  | 15  | 15  | 18  | 19  |
| Fiorentina      | 3  | 3  | 6  | 9  | 10 | 13 | 16 | 16 | 19  | 22  | 25  | 28  | 29  | 32  | 35  | 35* |
| Florentia S.G.  | 0  | 0  | 0  | 3  | 6  | 9  | 10 | 13 | 13  | 13  | 14  | 14  | 17  | 18  | 21  | 24  |
| Inter           | 1  | 4  | 4  | 4  | 5  | 8  | 11 | 11 | 11  | 11  | 12  | 15  | 18  | 18  | 18  | 19  |
| Juventus        | 3  | 6  | 9  | 12 | 15 | 16 | 19 | 22 | 25  | 28  | 31  | 34  | 37  | 38  | 41  | 44  |
| Milan           | 3  | 6  | 9  | 12 | 13 | 14 | 17 | 17 | 17* | 20  | 20  | 23  | 26  | 32* | 35  | 35* |
| Orobica         | 1  | 1  | 1  | 1  | 1  | 1  | 1  | 1  | 1   | 1   | 1   | 1   | 1   | 1   | 1   | 1   |
| Pink Sport Time | 1  | 2  | 3  | 3  | 4  | 4  | 7  | 8  | 8   | 8   | 8   | 8   | 9   | 10  | 10  | 11  |
| Roma            | 0  | 3  | 6  | 9  | 12 | 12 | 12 | 15 | 18  | 21  | 24  | 24  | 25  | 28  | 31  | 34  |
| Sassuolo        | 1  | 1  | 4  | 4  | 4  | 7  | 7  | 10 | 13  | 14  | 17  | 20  | 20  | 23  | 23  | 23  |
| Tavagnacco      | 1  | 2  | 2  | 2  | 2  | 2  | 2  | 2  | 2   | 5   | 5   | 8   | 9   | 9   | 9   | 10  |
| Verona          | 1  | 4  | 5  | 5  | 5  | 5  | 5  | 8  | 11  | 11  | 11  | 11  | 11  | 12  | 12  | 12  |

### Individuali

#### Classifica marcatrici
| Gol | Rigori |  | Giocatore                     | Squadra        |
| --- | ------ |  | ----------------------------- | -------------- |
| 16  | 3      |  | Cristiana Girelli             | Juventus       |
| 12  |        |  | Tatiana Bonetti               | Fiorentina     |
| 12  | 2      |  | Daniela Sabatino              | Sassuolo       |
| 9   |        |  | Melania Martinovic            | Florentia S.G. |
| 9   |        |  | Lindsey Thomas                | Roma           |
| 9   | 2      |  | Valentina Giacinti            | Milan          |
| 7   |        |  | Agnese Bonfantini             | Roma           |
| 7   | 2      |  | Maegan Kelly                  | Florentia S.G. |
| 6   |        |  | Valentina Cernoia             | Juventus       |
| 6   |        |  | Ilaria Mauro                  | Fiorentina     |
| 6   | 1      |  | Gloria Marinelli              | Inter          |
| 5   |        |  | Dominika Čonč                 | Milan          |
| 5   |        |  | Lisa De Vanna                 | Fiorentina     |
| 5   |        |  | Claudia Ferrato               | Sassuolo       |
| 5   |        |  | Benedetta Glionna             | Verona         |
| 5   |        |  | Martina Rosucci               | Juventus       |
| 5   |        |  | Stefania Tarenzi              | Inter          |
| 5   |        |  | Berglind Björg Þorvaldsdóttir | Milan          |
| 5   | 1      |  | Cecilia Prugna                | Empoli         |
| 5   | 4      |  | Andressa                      | Roma           |